# Крістіан Стелліні
Крістіан Стелліні (італ. Cristian Stellini, нар. 27 квітня 1974, Куджоно) — італійський футболіст, що грав на позиції захисника. По завершенні ігрової кар'єри — тренер.

## Ігрова кар'єра
Народився 27 квітня 1974 року в Куджоно. Займався у низці дитячих футбольних команд, а 1991 року приєднався до клубної системи «Новари», за головну команду якої наступного року дебютував у дорослому футболі. 
Згодом у 1994—2000 роках грав за нижчолігові СПАЛ і «Тернану», після чого перейшов до третьолігового на той час «Комо». Був частиною команди «Комо», яка протягом двох сезоні здійснила два послідовних підвищення у класі, що дозволило гравцеві у сезоні 2002/03 дебютувати в елітній Серії A. Новачки елітного дивізіону не змогли нав'язати боротьбу суперникам і за результатами того сезону найвищий дивізіон залишили.
Стелліні спробував продовжити виступи в Серії A, приєднавшись влітку 2003 року до «Модени». Проте у цій команді до основного складу фактично не потрапляв і за пів року опинився у друголіговій на той час «Дженоа». Відіграв за генуезький клуб наступні три з половиною сезони своєї ігрової кар'єри. Примітно, що і в складі цієї команди у 2005—2007 роках за два сезони подолав шлях від Серії C1 до Серії A.
Утім у складі «Дженоа» не провів жодної гри елітного італійського дивізіону, адже вже у серпні 2007 року перейшов до друголігового «Барі». Саме у його команді провів заключні три сезони своєї ігрової кар'єри, причому останній із них, сезон 2009/10, — на рівні Серії A.

## Кар'єра тренера
Розпочав тренерську кар'єру відразу ж по завершенні кар'єри гравця, 2010 року, увійшовши до очолюваного Антоніо Конте тренерського штабу команди «Сієна». За рік вже був помічником Конте у тренерському штабі його нової команди, «Ювентуса». Утім 2012 року отримав звинувачення в організації договірних матчів і був відсторонений на два з половиною роки від футболу.
Відбувши покарання, 2015 року очолив команду дублерів «Дженоа», після чого протягом частини 2017 року тренував основну команду «Алессандрії».
2019 року возз'єднався з Антоніо Конте, прийнявши пропозицію стати його помічником в «Інтернаціонале».
За два роки, у 2021, попрямував за Конте до Англії, де працював із ним у тренерському штабі «Тоттенгем Готспур». Наприкінці березня 2023 року, після низки невдалих результатів і зриву Конте під час пресконференції, клуб оголосив про припинення співпраці з італійцем за згодою сторін. Наступного дня Стелліні, що був головним помічником Конте, був призначений виконувачем обов'язків головного тренера «Тоттенгема» до завершення сезону 2022/23. Однак менш ніж за місяць, 24 квітня 2023 року, після розгромної поразки 1:6 від «Ньюкасл Юнайтед» Стелліні було відсторонено від керівництва командою.